# تعزیر
تعزیر در حقوق کیفری ایران عبارت از مجازاتی است مادون حد شرعی. به عبارت دیگر تعزیر کیفری است برای جرائمی غیر از آنهایی که در حقوق جزای اسلامی برایشان حد، قصاص و دیه در نظر گرفته شده‌است. تعزیر در شرع از حیث مقدار مشخص نیست و در فقه به کیفری گفته می‌شود که برخلاف حد، قانون‌گذار اندازه‌ای برای آن تعیین نکرده باشد و تعیین آن به صلاحدید قاضی می‌باشد (تعزیر باید کمتر از حد باشد). تعزیر در لغت به معنای تعظیم، تأدیب، نصرت و منع می‌باشد.
ماده ۱۸ قانون مجازات اسلامی مقرر می‌دارد: تعزیر مجازاتی است که مشمول عنوان حد، قصاص یا دیه نیست و به موجب قانون در موارد ارتکاب محرمات شرعی یا نقض مقررات حکومتی تعیین و اعمال می‌گردد. نوع، مقدار، کیفیت اجراء و مقررات مربوط به تخفیف، تعلیق، سقوط و سایر احکام تعزیر به موجب قانون تعیین می‌شود.

## تفاوت‌های تعزیر و حد
«همان است که قرآن گفته؛ کشتن به شدیدترین وجه، حلق آویز کردن به فضاحت‌بارترین حالت ممکن. تعزیر باید پوست را بدرد، از گوشت عبور کند و استخوان را درهم شکند».
 (محمد محمدی گیلانی، حاکم وقت شرع و رئیس دادگاه‌های انقلاب اسلامی، دربارهٔ شیوه شلاق‌زدن زندانیان در مصاحبه با روزنامه کیهان، مورخ ۲۸ شهریور ۱۳۶۰)

1. تعزیرات کیفرهای معین یا نامعین هستند، اما حدود مجازات معین و منصوص بر اساس کتاب و سنت می‌باشند.
2. بر خلاف حد، مقدار و کیفیت تعزیر در صلاحدید حاکم شرع (قاضی) است.
3. در تعزیر شخصیت مجرم، وضع روحی و جسمی و زمان و مکان دخالت دارد، در صورتی که حد تابع صدق عنوان است.
4. در تعزیر، امید به اصلاح و تأدیب مجرم شرط است، امّا فلسفهٔ اجرای حد، دفاع از مصالح بنیادین جامعه است.
5. تعزیر با توبه ساقط می‌شود، در حدود اختلاف نظر است، ظاهر سقوط آن است در اثر توبه قبل از رسیدن نزد حاکم و قیام بینه.
6. تعزیر قابل شفاعت است، اما در حد، وساطت و شفاعت ممنوع است.
7. در تعزیر، حاکم اسلامی حق عفو دارد ولی در حد چنین حقی ندارد.[۵]

## درجه بندی تعزیر
در ماده 19 قانون مجازات اسلامی ، مجازات های تعزیری به هشت درجه تقسیم شده اند که این هشت درجه ثمره های مختلفی از جمله صلاحیت رسیدگی محاکم دارد.